# Detector de radiación de transición
Un detector de radiación de transición (TRD por sus siglas en inglés) es un detector de partículas que utiliza la radiación de transición para identificar partículas de altas energías, que pasan a través de la interfaz entre dos medios con diferentes constantes dieléctricas {\displaystyle \varepsilon }. La radiación de transición proporciona un método factible de calibración de energía en el rango de hasta 10 TeV, que es de interés para las búsquedas de materia oscura en rayos cósmicos.
Un TRD es el principal detector de electrones del experimento ALICE.

## Funcionalidad
La radiación de transición se utiliza en física de partículas elementales para detectar e identificar partículas de alta energía (especialmente electrones y hadrones) a partir de energías de alrededor de 1 GeV.
Debido a la dependencia lineal de la intensidad de la radiación del factor de Lorentz {\displaystyle \gamma ={\tfrac {E}{mc^{2}}}} si se conoce la energía de la partícula, se pueden sacar conclusiones sobre la masa de la partícula y, por tanto, la identidad de la partícula.
Dado que la intensidad de radiación por interfaz es muy baja, como regla, muchas transiciones se realizan construyendo el detector en capas de láminas delgadas con diferentes constantes dieléctricas. Debido a la disposición periódica, también se pueden utilizar fenómenos de interferencia. El aumento de intensidad al aumentar el número de láminas está limitado por la autoabsorción de la radiación de transición. Los fotones de rayos X generados en las láminas del radiador generalmente se detectan con la ayuda de detectores de gas (por ejemplo, cámaras de cables múltiples o MPGD), que se encuentran detrás de la disposición de la lámina o se integran en la pila de láminas en forma de sándwich.

## Compromiso
Los detectores de radiación de transición se utilizan, por ejemplo, en algunos experimentos del LHC para distinguir entre electrones y hadrones (especialmente: piones). El ATLAS-TRD se utiliza para la separación de electrones/piones en el rango de energía de 1–100 GeV, el ALICE-TRD cubre el rango de energía de 1–6 GeV.
En la física de astropartículas, los detectores de radiación de transición se utilizan, por ejemplo, en los experimentos AMS y CREAM.